# Florence Welch
Florence Leontine Mary Welch (1986. augusztus 28.–) angol zenész, énekes és zeneszerző, aki a Florence and the Machine nevű angol indierock-zenekar énekeseként vált híressé. A zenekar bemutatkozó albuma, a Lungs, 2009-ben jelent meg. 2010. január 17-én a lemez első helyre került az Egyesült Királyság lemezlistáján, miután 28 egymást követő héten is szerepelt rajta. A zenekar második albuma, a Ceremonials, 2011 októberében jelent meg, és az első helyen debütált az Egyesült Királyságban, míg az Egyesült Államokban a 6. helyen.

## Gyermekkora és korai karrierje
Camberwellben született a szatíraíró Craig Brown unokahúgaként, és a The Daily Telegraph egykori szerkesztő helyettesének, illetve a Daily Mail karcolatírójának, Colin Welchnek unokájaként. Édesanyja Evelyn Welch, amerikai professzor, akinek a reneszánsz művészet a fő tárgya, és a londoni King's College Művészet és Tudományok karának aligazgatója. Édesapja Nick Welch, egy hirdetési cég igazgatója. A brit apától eredeztethető a rock and roll szeretete a családban: húszas éveiben London nyugati végében élt, ahol gyakran eljárt a Heathcote Williams által szervezett Squatters’ Ballra, ahol a The 101ers rendszeresen fellépett. Apja hatására Florence is inkább Ramones-t hallgatott, mint Green Day-t. Evelyn ugyanakkora hatással volt rá, de ő teljesen másképpen. Tinédzser korában egyszer ellátogatott édesanyja egyik órájára, ami mély benyomást gyakorolt rá. „Arra törekszem, hogy valami hasonlót hozzak össze, csak zenében. Remélem, hogy a zenéimben feltűnő nagy témák – szex, halál, szerelem, erőszak – még mindig az emberiség történelméhez fognak tartozni 200 év múlva” – magyarázta.
Florence a Thomas's London Day Schoolban tanult, majd az Alleyn's Schoolban, Délkelet-Londonban, ahol jó tanuló volt. Welch gyakran került bajba az iskolában rögtönzött éneklései miatt. Welchet diszlexiával és dyspraxiával diagnosztizálták. Később híressé válásának hatására meg kellett küzdenie a depresszióval is. Florence a Camberwell College of Arts főiskolán tanult, mielőtt még abbahagyta a tanulást, hogy zenei pályafutására koncentrálhasson. Tízéves korában Welch tanúja volt nagyapja és anyai nagyanyja (aki szintén művészettörténész volt) egészségének leromlásának; nagyanyja öngyilkos lett, amikor Florence 14 éves volt. Nagyszülei halála után Florence elragadtatása erősödött a terror és végzet iránt. Amikor Welch 13 éves volt, ő és az anyja átköltözött a szomszédhoz, akinek három tizenéves gyereke volt. Welch a következőt nyilatkozta erről: „Briliánsan kijöttünk egymással, de valójában egy rémálom volt. Általában a szobámban maradtam, és táncoltam.”

## Zenei pályafutása

### Korai évek
Welch állítása szerint „A Florence and the Machine úgy indult, mint egy személyes vicc, ami kicsúszott a kezünkből. Zenéket írtunk a barátommal, akit Isabella Machine-nek neveztem, számára pedig Florence Robot voltam. Még akkor sem volt nevünk, amikor már csak fél óra volt hátra az első fellépésünkig, szóval azt mondtam: »Oké, akkor mi leszünk Florence Robot/Isa Machine«. Ekkor még nem tudtam, hogy a név hosszúsága később az őrületbe fog kergetni.” 2006-ban Welch kis londoni helyeken lépett fel Summersszel Florence Robot/Isa Machine néven, és lassan felkeltették az emberek figyelmét.
2007-ben Welch egy Ashok nevű zenekarral készített felvételeket, és meg is jelent egy albumuk Plans címmel a Filthy Lucre/About Records kiadónál. Ez az album tartalmazta a későbbi sikerszámot a „Kiss with a Fist”-et, aminek ekkor még „Happy Slap” volt a címe. Aláírt egy szerződést az Ashokkal, de úgy érezte, hogy ez nem a megfelelő együttes számára, így felmondta a megállapodást. A Florence and the Machine-t Mairead Nash kezdte menedzselni (a Queens of Noize nevű DJ-duó tagja), aki úgy döntött, hogy felkarolja Florence-et, amikor találkozott egy klub vécéjében a részeg énekesnővel, aki épp Etta James 1962-es dalát, a „Something's Got a Hold on Me”-t énekelte.

### 2008–jelen: Florence and the Machine
A Florence and the Machine bemutatkozó albuma, a Lungs, 2009. július 6-án jelent meg az Egyesült Királyságban. Az album hivatalosan egy fellépés keretében jelent meg a Rivoli Ballroomban, Délkelet-Londonban. Az album első lett az Egyesült Királyságban és második Írországban. 2009. augusztus 6-ig több mint 100 000 lemezt adtak el csak az Egyesült Királyságban, és augusztus 10-ig már öt hete volt második az eladási listákon. Miután 2009. július 25-én letölthetővé tették az Egyesült Államokban, az album a 17. helyre került a Billboard „Heatseekers Albums” listáján, és végül az első helyet is elérte. Az album fizikailag október 20-án jelent meg az Egyesült Államokban, az Universal Republic kiadásában. Az album producerei James Ford, Paul Epworth, Steve Mackes és Charlie Hugall voltak.

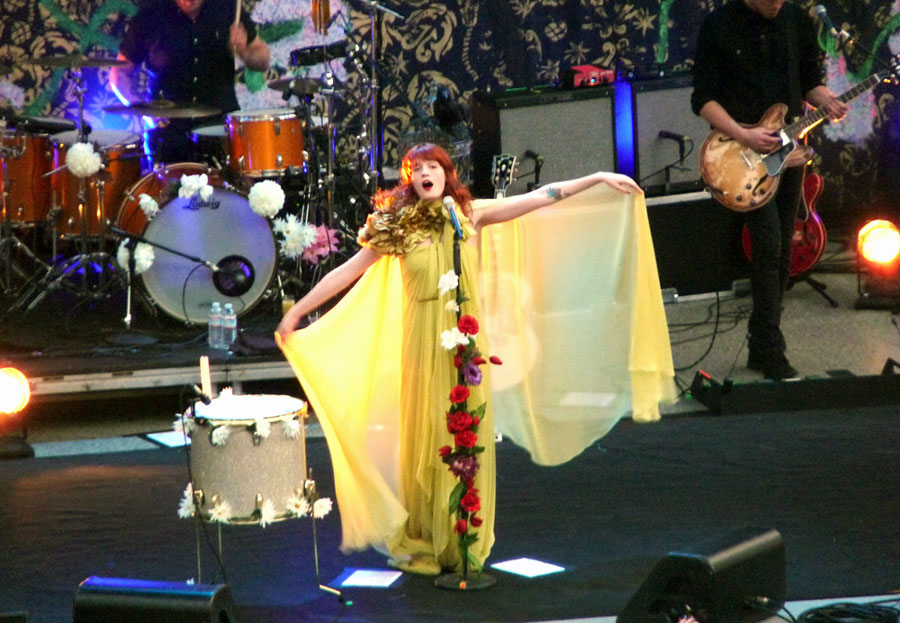
Florence a Berkeley Greek Theaterben énekel a Lungs turnéján 2011-ben

Welch énekelt David Byrne és a Fatboy Slim 2010-es albumán, a Here Lies Love-on, ami Imelda Marcos tiszteletére készült. 2011 januárjában Welch Drake-kel dolgozott együtt.
Az együttes második albuma, a Ceremonials, 2011. október 31-én jelent meg. Első helyen debütált a UK Albums Charton, és második helyen az amerikai Billboard 200 listán. 2012 január 12-én a Florence and the Machine-t két Brit Awards-díjra is jelölték. A díjátadót 2012. február 12-én tartották a londoni O2 Arénában. 2012. április 26-án az együttes kiadta a „Breath of Life” című számot, amit a Hófehér és a vadász filmzenéjének készítettek. 2012. július 5-én megjelent az ötödik kislemez a lemezről, ami a „Spectrum (Say My Name)” remixe volt. A skót Calvin Harris feldolgozása az együttes első dala volt, ami az Egyesült Királyságban listavezető lett. Florence azt nyilatkozta akkor, hogy izgalommal várja a harmadik album felvételét, amit valószínűleg 2012 szeptemberének végén kezdenek el rögzíteni, amint az együttes befejezi a turnézást.
2012. október 12-én megjelent Harris „Sweet Nothing” című kislemeze, amit Florence közreműködésével rögzített, és rákerült a 18 Months című albumra is. A dal első helyen debütált a Brit kislemezlistán, ezzel ez lett a második közös listavezető daluk. A „Sweet Nothing” Írországban szintén első, míg Ausztráliában és Új-Zélandon második lett. A „Sweet Nothing” Ausztráliában platina minősítést kapott.

### Stílusa
Welch mezzoszoprán hanggal bír. Hangterjedelme C♯3-B6 közötti, azaz összesen 3 oktáv és 6 hang. Florence Welchet olyan énekesekhez hasonlítják, mint Kate Bush, Siouxsie Sioux, PJ Harvey, és Björk. Egy interjúban Florence azt nyilatkozta, hogy Grace Slick van rá legnagyobb hatással. A Florence and the Machine stílusát „sötétnek, robusztusnak és romantikusnak” jellemezték. A zenéjük a „klasszikus soul és a letisztult angol art rock keveréke”. Welch állítása szerint a dalszövegei leginkább reneszánsz művészekhez köthetők: „Mi ugyanazokkal a dolgokkal foglalkozunk, mint amivel ők foglalkoztak – szerelem és halál, idő és fájdalom, pokol és mennyország”. 2008-tól Welch Stuart Hammonddal járt, egy irodalmi szerkesztővel; átmeneti szakításuk inspirálta a Lungs dalainak nagy részét.

### Imázs
Öltözködési stílusáról azt nyilatkozta Florence, hogy „Színpadon olyan a megjelenésem, mintha Lady Shalott és Ophelia találkozna... egy rémisztő gót denevérnővel keverve. De a való életben pedáns vagyok”. Welch névjegyévé vált vörös haja (bár eredeti hajszíne barna) és a stílusa, amit merésznek, de egyben hanyagnak jellemeznek. Tizenéves korában gyakrabban olvasott divatmagazinokat, mint zenei magazinokat. Zenei karrierjének kezdetén fiúsan öltözködött. 2011-ben a Gucci öltöztette őt a nyári turnéján és a Chanel divatbemutatján a Párizsi Divatheteken. Welch stílusának mentoraiként az 1970-es transzvesztita színtársulatot, a The Cockettest és a francia énekest, Françoise Hardy-t nevezte meg. Welchre a Fleetwood Mac énekese, Stevie Nicks is hatással volt mind zeneileg, mind a divatot illetőleg. A Huffington Post az alábbiakat idézte tőle: „Egészen a megszállottja vagyok Stevie Nicksnek, a stílusától kezdve a hangjáig. Szeretem nézni őt és régi fellépéseit a YouTube-on; ahogy mozog, és úgy általában mindent”. Welch-et néha látni lehet koncertjein a Nicks által elhíresült hullámos ruhákban. A Sweet Nothing című dal klipjének elején Florence férfinek van öltözve, és később, ahogy leveszi a ruhákat, női megjelenése lesz.

## Magánélete
2008-tól Welch Stuart Hammonddal járt, egy irodalmi szerkesztővel; átmeneti szakításuk inspirálta a Lungs dalainak nagy részét. Florence azt nyilatkozta erről, hogy „Kérte, lehetőleg ne beszéljek az esetről. Vicces ezután erről énekelni.” 2011-ben a pár hírül adta, hogy közös megállapodás alapján szakítottak, mivel sok konfliktusuk volt karrierjüket illetőleg. Ez a szakítás szolgált alapanyagul a Florence and the Machine második albumához, a Ceremonials-hoz.

## Diszkográfia
- Lungs (2009)
- Ceremonials (2011)
- How Big How Blue How Beautiful (2015)
- High as Hope (2018)
- Dance Fever (2022)

### Közreműködő előadóként
| Kislemez                                                                  | Év   | Elért listahely | Elért listahely | Elért listahely | Elért listahely | Elért listahely | Elért listahely | Elért listahely | Elért listahely | Elért listahely | Elért listahely | Elért listahely | Minősítés                                     | Album          |
| Kislemez                                                                  | Év   | UK              | AUS             | BEL (FL)        | CAN             | DEN             | GER             | IRL             | NZ              | SWE             | SWI             | US              | Minősítés                                     | Album          |
| ------------------------------------------------------------------------- | ---- | --------------- | --------------- | --------------- | --------------- | --------------- | --------------- | --------------- | --------------- | --------------- | --------------- | --------------- | --------------------------------------------- | -------------- |
| "Here Lies Love" (David Byrne & Fatboy Slim, közreműködik Florence Welch) | 2010 | —               | —               | —               | —               | —               | —               | —               | —               | —               | —               | —               |                                               | Here Lies Love |
| "Sweet Nothing" (Calvin Harris, közreműködik Florence Welch)              | 2012 | 1               | 2               | 80              | 15              | 10              | 19              | 1               | 2               | 53              | 36              | 10              | - AUS: 2x Platina - NZ: Platina - US: Platina | 18 Months      |

### Közreműködés albumokon
| Cím                                                      | Év   | Album            |
| -------------------------------------------------------- | ---- | ---------------- |
| "I Come Apart" (ASAP Rocky, közreműködik Florence Welch) | 2013 | Long. Live. ASAP |

## Filmes szereplések
- Névtelen Terrence Malick projekt (2013)

## Fordítás
Ez a szócikk részben vagy egészben  a   Florence Welch című angol Wikipédia-szócikk ezen változatának fordításán alapul.  Az eredeti cikk szerkesztőit annak laptörténete sorolja fel. Ez a jelzés csupán a megfogalmazás eredetét és a szerzői jogokat jelzi, nem szolgál a cikkben szereplő információk forrásmegjelöléseként.